# Người Do Thái Sephardi

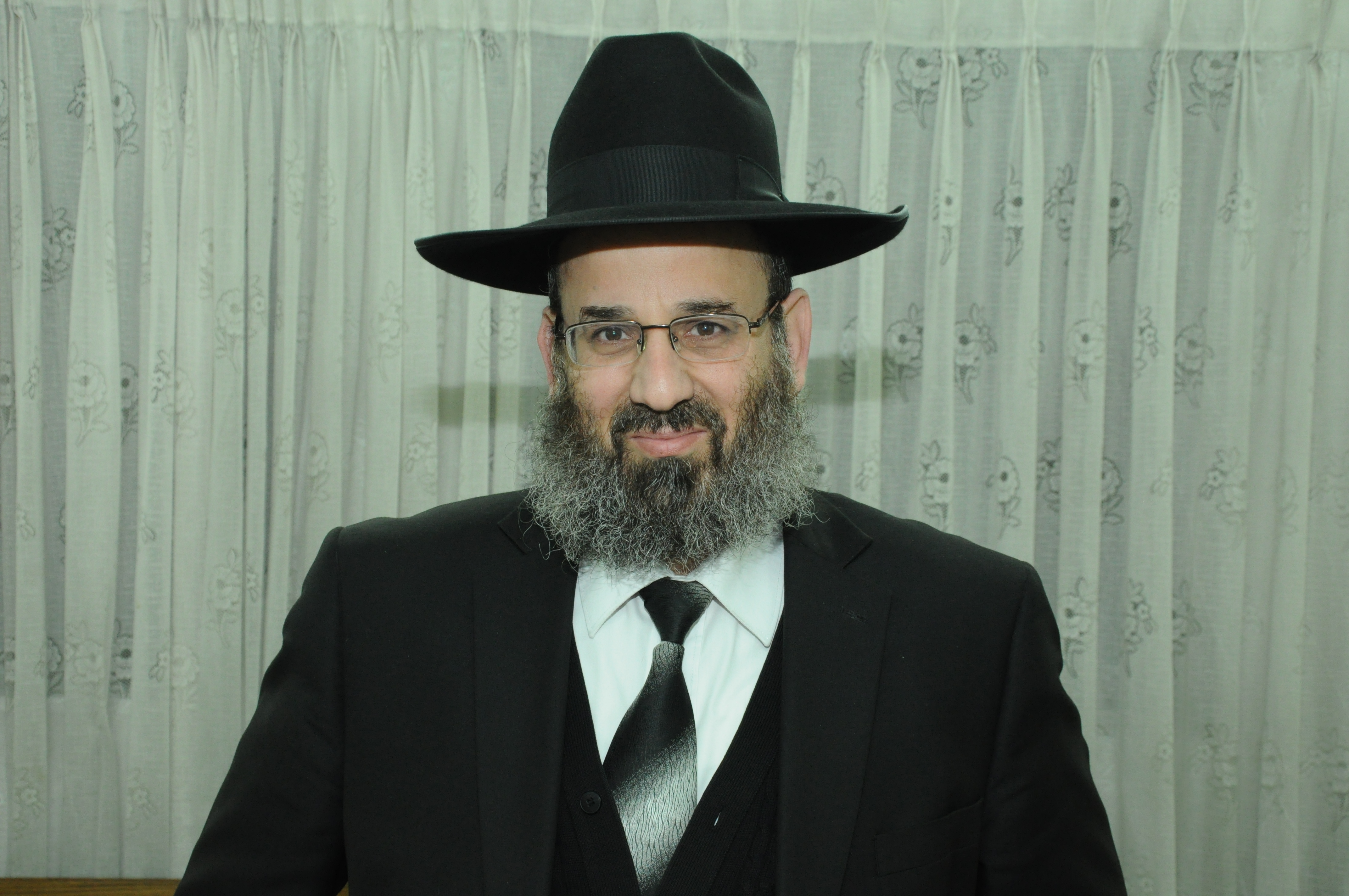
Một sư phụ người do thái Sephardi

Người Do Thái Sephardi, còn có tên khác là Sephardim,  hay được xem là Người Do Thái gốc Tây Ban Nha theo định nghĩa của nhà nghiên cứu tân thời, sắc dân Do Thái này nguồn gốc ở Bán đảo Iberia (Tây Ban Nh) và Bồ Đào Nha ngày nay). Tên gọi "Sephardim" còn dùng để chỉ các cộng đồng Do Thái phương Đông ở khu vực Tây Á và Bắc Phi.
Người Do Thái Sephardi đa số được trục xuất bay khỏi Bán đảo Iberia vào cuối thế kỷ 15, họ vẫn gìn giữ và bảo tồn được bản sắc dân tộc Do Thái độc đáo khi đến xứ Bắc Phi, ảnh hưởng của người do thái lan toả tại các quốc gia như Maroc, Algeria, Tunisia, Libya và Ai Cập; Đông Nam, Nam Âu, Pháp, Ý, Hy Lạp, Bulgaria, Bắc Macedonia, Tây Á, Thổ Nhĩ Kỳ, Lebanon, Syria, Iraq, Iran; châu Mỹ (mặc dù người Do Thái Sephardi với dân số lùn hơn so với người Do Thái Ashkenazi); và nơi nào người do thái đặt chân đến thì sẽ có ảnh hưởng của họ.
Năm 1496, vua xứ Bồ Đào Nha Manuel I đã ra lệnh trục xuất tống cổ người Do Thái và người Hồi giáo ra khỏi tổ quốc dấu yêu của ngài. Thiên lệnh này buột người do thái phải cải đạo, hoặc phải chạy loạn, hoặc bị kết án tử hình. Vào năm 2015, cả Tây Ban Nha và Bồ Đào Nha cải tiến luật mới mang tính nhân văn hơn cho phép con cháu của người Do Thái Sephardi được quay về mẫu quốc và nhập quốc tịch Tây Ban Nha và Bồ Đào Nha nếu những người này có đủ bằng chứng để chứng minh tổ tiên gốc gác Do Thái Sephardi. Ân xá hồi hương nhận ân huệ quốc tịch mẫu quốc Tây Ban Nha cho dòng dõi người Do Thái Sephardi đã hết hạn 2019, nhưng quốc tịch Bồ Đào Nha vẫn còn hiệu lực.
Trong lịch sử, dân tộc Do Thái Sephardi và con cháu của họ sử dụng một ngôn ngư lai trộn với các từ vựng của tiếng Tây Ban Nha kết hợp lai tạo với tiếng Bồ Đào Nha, hay còn được gọi là tiếng Ladino.

## Định hình danh từ
Danh từ Sephardi có nghĩa là "Tây Ban Nha" hoặc "Hispanic", gốc rễ từ tiếng Sepharad, là một địa danh được nhắc tới trong cuộn Kinh thánh của người do thái. Trong kinh thánh thì khu vực Sepharad ám chỉ tới Tây Ban Nha.

## Di truyền học

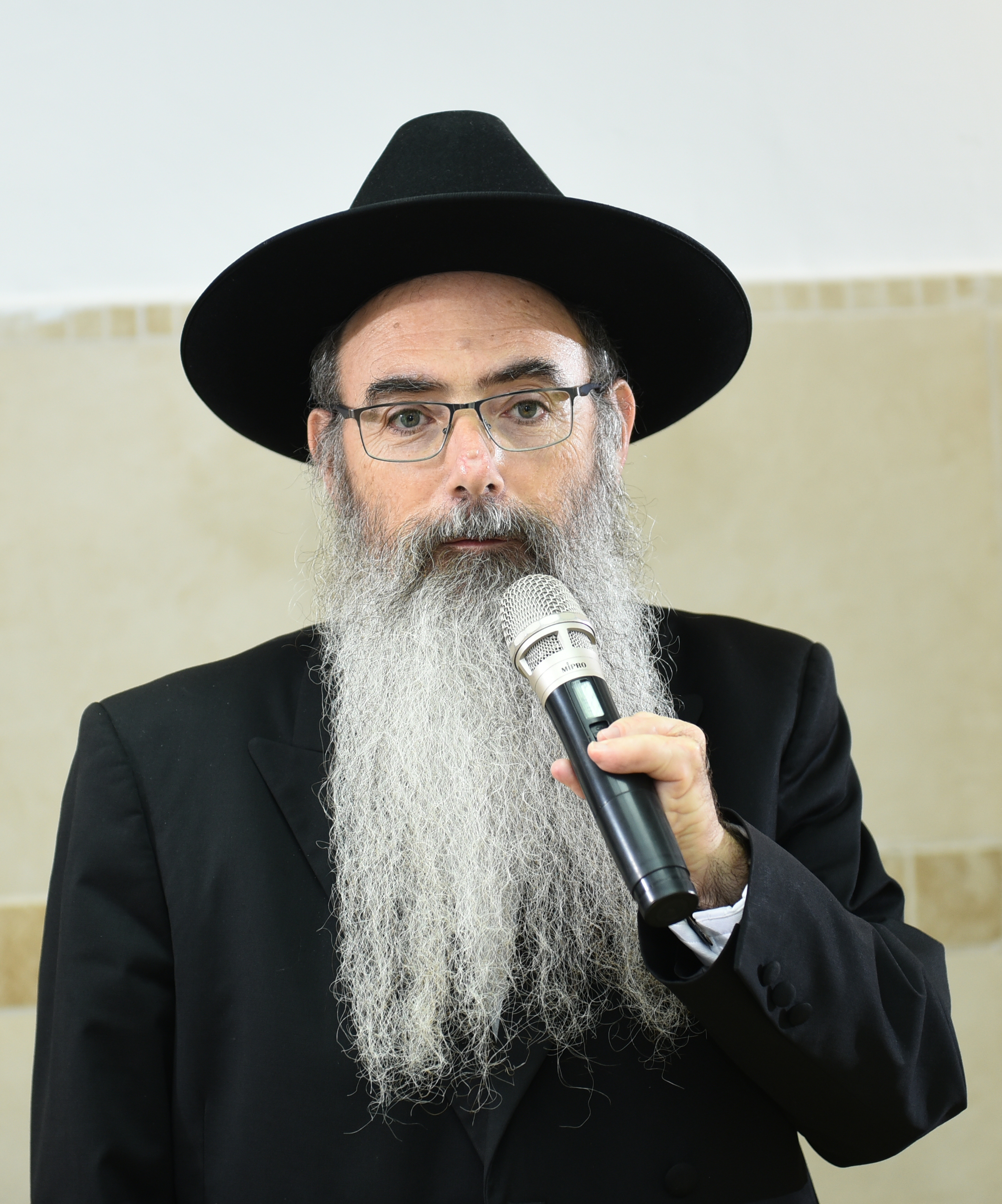
Một ông lão người do thái Sephardi

Thành viên của cộng đồng người Do Thái Sephardic có máu mủ gần gũi trong gien di truyền với tộc người Do Thái Ashkenazi và các nghiên cứu gene di truyền đã kết luận ra cả hai chủng tộc này có chung một tổ tiên lai giống giữ chủng Levant vùng Trung Đông  và chủng tộc người Nam Âu. Vì người do thái Sephardi có nguồn gốc ở lưu vực Địa Trung Hải và họ kết hôn lấy người cùng tộc rất nhiều, do vậy họ có tỷ lệ cao về lỗi DNA dẫn đến việc người Do Thái Sephardi dễ mắc các bệnh di truyền tật nguyền hiểm nghèo cực kỳ cao. Tuy nhiên, tộc người này không có các bệnh di truyền độc đáo, vì các bệnh trong nhóm này không nhất thiết chỉ phổ biến riêng biệt đối với người Do Thái Sephardic, nhưng những bệnh này thậm chí còn phổ biến ở những quốc gia mà tộc do thái Sephardic ở chung đụng. Những căn bệnh tai ương gien di truyền DNA phổ biến bao gồm:
- Bệnh tan máu bẩm sinh
- Cơn sốt Địa Trung Hải quen thuộc
- Thiếu hụt glucose-6-phosphate dehydrogenase và hội chứng Gilbert
- Bệnh dự trữ glycogen loại III
- Bệnh Machado-Joseph

## Danh sách những người Do Thái đoạt giải Nobel
- 1906 - Henri Moissan, Hóa học
- 1911 - Tobias Asser, Hòa bình
- 1922 - Niels Bohr, Vật lý
- 1958 - Boris Pasternak, Văn học
- 1959 - Emilio G. Segrè, [9] Vật lý
- 1968 - René Cassin,[10] Hòa bình
- 1969 - Salvador Luria,[11] Y học
- 1980 - Baruj Benacerraf, Thuốc
- 1981 - Elias Canetti,[12] Văn học
- 1985 - Franco Modigliani, Kinh tế học
- 1986 - Rita Levi-Montalcini,[13] Y học
- 1997 - Claude Cohen-Tannoudji,[14] Vật lý
- 2012 - Serge Haroche,[15] Vật lý
- 2014 - Patrick Modiano,[16] Văn học